# Liste der Kulturdenkmale in Berlin-Friedrichsfelde

Lage von Friedrichsfelde in Berlin

In der Liste der Kulturdenkmale von Friedrichsfelde sind die Kulturdenkmale des Berliner Ortsteils Friedrichsfelde im Bezirk Lichtenberg aufgeführt.

## Denkmalbereiche (Ensembles)
| Nr.      | Lage                                                                 | Offizielle Bezeichnung | Bestandteile / Beschreibung | Bild |
| -------- | -------------------------------------------------------------------- | --- | --- | --- |
| 09040145 | Alfred-Kowalke-Straße 4, 16, 30–39A, 40A–42 Am Tierpark 28/29 (Lage) | Dorfanger Friedrichsfelde siehe hierzu Berlin-Friedrichsfelde (historischer Ortskern) Baudenkmale siehe: Alfred-Kowalke-Straße 16; 34; 39 | | |
| 09040145 | Alfred-Kowalke-Straße 4, 16, 30–39A, 40A–42 Am Tierpark 28/29 (Lage) | Dorfanger Friedrichsfelde siehe hierzu Berlin-Friedrichsfelde (historischer Ortskern) Baudenkmale siehe: Alfred-Kowalke-Straße 16; 34; 39 | Weitere Bestandteile des Ensembles: | |
| 09040145 | Alfred-Kowalke-Straße 4, 16, 30–39A, 40A–42 Am Tierpark 28/29 (Lage) | Dorfanger Friedrichsfelde siehe hierzu Berlin-Friedrichsfelde (historischer Ortskern) Baudenkmale siehe: Alfred-Kowalke-Straße 16; 34; 39 | 09040146 – Alfred-Kowalke-Straße 31, evangelische Kirche, 1950–1952 von Herbert Erbs | |
| 09040145 | Alfred-Kowalke-Straße 4, 16, 30–39A, 40A–42 Am Tierpark 28/29 (Lage) | Dorfanger Friedrichsfelde siehe hierzu Berlin-Friedrichsfelde (historischer Ortskern) Baudenkmale siehe: Alfred-Kowalke-Straße 16; 34; 39 | 09040147 – Alfred-Kowalke-Straße, Gedenksäule (Preußensäule), 1876 von Thié, Replik 1991 von der Firma Schulz | |
| 09040145 | Alfred-Kowalke-Straße 4, 16, 30–39A, 40A–42 Am Tierpark 28/29 (Lage) | Dorfanger Friedrichsfelde siehe hierzu Berlin-Friedrichsfelde (historischer Ortskern) Baudenkmale siehe: Alfred-Kowalke-Straße 16; 34; 39 | 09040148 – Alfred-Kowalke-Straße, Kriegerdenkmal, 1922 | |
| 09040145 | Alfred-Kowalke-Straße 4, 16, 30–39A, 40A–42 Am Tierpark 28/29 (Lage) | Dorfanger Friedrichsfelde siehe hierzu Berlin-Friedrichsfelde (historischer Ortskern) Baudenkmale siehe: Alfred-Kowalke-Straße 16; 34; 39 | 09040149 – Alfred-Kowalke-Straße 3/4, Laborgebäude des Instituts für vergleichende Pathologie, 1957–1958 vom Entwurfsbüro der Deutschen Akademie der Wissenschaften zu Berlin, P. Henning und Karl | |
| 09040145 | Alfred-Kowalke-Straße 4, 16, 30–39A, 40A–42 Am Tierpark 28/29 (Lage) | Dorfanger Friedrichsfelde siehe hierzu Berlin-Friedrichsfelde (historischer Ortskern) Baudenkmale siehe: Alfred-Kowalke-Straße 16; 34; 39 | 09040152 – Alfred-Kowalke-Straße 30 / Am Tierpark 29, Gemeinde-Mädchenschule, 1870, Erweiterung um 1900, Umbau und Zusammenlegung mit Verwaltungsgebäude der Gemeinde Friedrichsfelde, 1915–1921 | Gesamtansicht BD Alfred-Kowalke-Str. 30 |
| 09040145 | Alfred-Kowalke-Straße 4, 16, 30–39A, 40A–42 Am Tierpark 28/29 (Lage) | Dorfanger Friedrichsfelde siehe hierzu Berlin-Friedrichsfelde (historischer Ortskern) Baudenkmale siehe: Alfred-Kowalke-Straße 16; 34; 39 | Der südöstliche Flügel entlang der A.-Kowalke-Straße wurde 1871 als Mädchenschule der Gemeinde Friedrichsfelde errichtet und war zunächst zweigeschossig. Um 1900 wurde das Schulhaus aufgestockt. Der nördliche Flügel kam um 1920 hinzu, für den das Wohnhaus eines Gärtners vor dem Jahr 1910 abgerissen worden war; er trug lange Jahre die Adresse Schloßstraße 4. Mit dessen Fertigstellung in guter baulicher Anpassung an das Schulhaus zog die Schule in einen Neubau auf dem Nachbargrundstück, wurde zur 28. Volksschule und erhielt die Adresse Wilhelmstraße 29b. Das frei gewordene Eckhaus diente fortan als Sitz verschiedener städtischer Dienststellen; es wurde als Stadthaus bezeichnet. In der NS-Zeit war in dem Stadthaus neben der Polizei und weiteren Dienststellen auch ein Luftschutzamt untergebracht. Bis zur Wende diente es weiter für Verwaltungseinheiten. Nachdem Abrisspläne des Senats bekannt geworden waren, gelang es der empörten Öffentlichkeit, das Haus unter Denkmalschutz stellen zu lassen. Auf dem Nachbargrundstück 2014 abgerissenes Schulgebäude von 1920; im alten Ortskern ohne Denkmalstatus | |
| 09040145 | Alfred-Kowalke-Straße 4, 16, 30–39A, 40A–42 Am Tierpark 28/29 (Lage) | Dorfanger Friedrichsfelde siehe hierzu Berlin-Friedrichsfelde (historischer Ortskern) Baudenkmale siehe: Alfred-Kowalke-Straße 16; 34; 39 | 09040155 – Alfred-Kowalke-Straße, Mietshaus und Gaststätte, um 1880 | |
| 09040145 | Alfred-Kowalke-Straße 4, 16, 30–39A, 40A–42 Am Tierpark 28/29 (Lage) | Dorfanger Friedrichsfelde siehe hierzu Berlin-Friedrichsfelde (historischer Ortskern) Baudenkmale siehe: Alfred-Kowalke-Straße 16; 34; 39 | 09040157 – Alfred-Kowalke-Straße, Bürgerhaus, um 1880 | |
| 09040145 | Alfred-Kowalke-Straße 4, 16, 30–39A, 40A–42 Am Tierpark 28/29 (Lage) | Dorfanger Friedrichsfelde siehe hierzu Berlin-Friedrichsfelde (historischer Ortskern) Baudenkmale siehe: Alfred-Kowalke-Straße 16; 34; 39 | 09040158 – Alfred-Kowalke-Straße, Mietshaus einschließlich Durchfahrt und Treppenhaus, um 1890 | |
| 09040145 | Alfred-Kowalke-Straße 4, 16, 30–39A, 40A–42 Am Tierpark 28/29 (Lage) | Dorfanger Friedrichsfelde siehe hierzu Berlin-Friedrichsfelde (historischer Ortskern) Baudenkmale siehe: Alfred-Kowalke-Straße 16; 34; 39 | 09040159 – Alfred-Kowalke-Straße, Mietshaus, um 1890 | |
| 09040145 | Alfred-Kowalke-Straße 4, 16, 30–39A, 40A–42 Am Tierpark 28/29 (Lage) | Dorfanger Friedrichsfelde siehe hierzu Berlin-Friedrichsfelde (historischer Ortskern) Baudenkmale siehe: Alfred-Kowalke-Straße 16; 34; 39 | 09040150 – Am Tierpark 28, Pfarrhaus und Gemeindehaus um 1875 Das ursprüngliche Gemeindehaus wurde nach 1990 zum Café Kick umfunktioniert. | |
| 09040145 | Alfred-Kowalke-Straße 4, 16, 30–39A, 40A–42 Am Tierpark 28/29 (Lage) | Dorfanger Friedrichsfelde siehe hierzu Berlin-Friedrichsfelde (historischer Ortskern) Baudenkmale siehe: Alfred-Kowalke-Straße 16; 34; 39 | Ehemaliger Bestandteil des Ensembles: | |
| 09040145 | Alfred-Kowalke-Straße 4, 16, 30–39A, 40A–42 Am Tierpark 28/29 (Lage) | Dorfanger Friedrichsfelde siehe hierzu Berlin-Friedrichsfelde (historischer Ortskern) Baudenkmale siehe: Alfred-Kowalke-Straße 16; 34; 39 | unbekannt – Alfred-Kowalke-Straße 35, Mietshaus und Gaststätte, um 1890. In der Berliner Denkmaldatenbank des 21. Jh. nicht mehr aufgenommen. In der Gesamtanlage ist das Haus jedoch enthalten (30–39A). Ensemble Anger | Alfred-Kowalke-Straße 35, Mietshaus und Gaststätte |
| 09040145 | Alfred-Kowalke-Straße 4, 16, 30–39A, 40A–42 Am Tierpark 28/29 (Lage) | Dorfanger Friedrichsfelde siehe hierzu Berlin-Friedrichsfelde (historischer Ortskern) Baudenkmale siehe: Alfred-Kowalke-Straße 16; 34; 39 | Nicht konstituierender Bestandteil des Ensembles: Alfred-Kowalke-Straße 39A, Wohnhaus, um 1995 | |
| 09040164 | Am Tierpark 9, 41                                                    | Tierpark Berlin-Friedrichsfelde Gesamtanlage siehe: Am Tierpark 39, 41, Schloss Friedrichsfelde Baudenkmale siehe: Am Tierpark 39, 41, Alfred-Brehm-Haus, Cafeteria, Imbiss im Kindertierpark, Unterstell- und Vogelhalle, Pavillon auf dem Lennéhügel Gartendenkmale siehe: Am Tierpark 39,41, ehem. Schlosspark Friedrichsfelde, Kindertierpark | Tierparkgelände mit Promenadenweg und Skulpturen, Gebäuden und dazugehörigen gestalteten Freiflächen, 1954–1989 vom VEB Berlin-Projekt mit den Entwurfskollektiven Heinz Graffunder und Editha Bendig | Tierparkgelände mit Promenadenweg und Skulpturen, Gebäuden und dazugehörigen gestalteten Freiflächen, 1954–1989 vom VEB Berlin-Projekt mit den Entwurfskollektiven Heinz Graffunder und Editha Bendig |
| 09040164 | Am Tierpark 9, 41                                                    | Tierpark Berlin-Friedrichsfelde Gesamtanlage siehe: Am Tierpark 39, 41, Schloss Friedrichsfelde Baudenkmale siehe: Am Tierpark 39, 41, Alfred-Brehm-Haus, Cafeteria, Imbiss im Kindertierpark, Unterstell- und Vogelhalle, Pavillon auf dem Lennéhügel Gartendenkmale siehe: Am Tierpark 39,41, ehem. Schlosspark Friedrichsfelde, Kindertierpark | Weitere Bestandteile des Ensembles: | |
| 09040164 | Am Tierpark 9, 41                                                    | Tierpark Berlin-Friedrichsfelde Gesamtanlage siehe: Am Tierpark 39, 41, Schloss Friedrichsfelde Baudenkmale siehe: Am Tierpark 39, 41, Alfred-Brehm-Haus, Cafeteria, Imbiss im Kindertierpark, Unterstell- und Vogelhalle, Pavillon auf dem Lennéhügel Gartendenkmale siehe: Am Tierpark 39,41, ehem. Schlosspark Friedrichsfelde, Kindertierpark | 09040165 – Zwei Löwengruppen, 1892–1897 von August Gaul und August Kraus vor dem Alfred-Brehm-Haus Die Gruppen entstammen dem von Reinhold Begas geschaffenen früheren Kaiser-Wilhelm-Denkmal an der Schlossfreiheit in Berlin-Mitte. Sie stehen also in keinem unmittelbaren Zusammenhang mit dem Tierpark. | |
| 09040164 | Am Tierpark 9, 41                                                    | Tierpark Berlin-Friedrichsfelde Gesamtanlage siehe: Am Tierpark 39, 41, Schloss Friedrichsfelde Baudenkmale siehe: Am Tierpark 39, 41, Alfred-Brehm-Haus, Cafeteria, Imbiss im Kindertierpark, Unterstell- und Vogelhalle, Pavillon auf dem Lennéhügel Gartendenkmale siehe: Am Tierpark 39,41, ehem. Schlosspark Friedrichsfelde, Kindertierpark | 09040166 – Sprea, 1898 von Jeremias Christensen | |
| 09040164 | Am Tierpark 9, 41                                                    | Tierpark Berlin-Friedrichsfelde Gesamtanlage siehe: Am Tierpark 39, 41, Schloss Friedrichsfelde Baudenkmale siehe: Am Tierpark 39, 41, Alfred-Brehm-Haus, Cafeteria, Imbiss im Kindertierpark, Unterstell- und Vogelhalle, Pavillon auf dem Lennéhügel Gartendenkmale siehe: Am Tierpark 39,41, ehem. Schlosspark Friedrichsfelde, Kindertierpark | 09040167 – Bär, 1910 von Georg Wrba Die Skulptur aus Bronze steht am Rand des Spielplatzes am Kinderzoo. | |
| 09040164 | Am Tierpark 9, 41                                                    | Tierpark Berlin-Friedrichsfelde Gesamtanlage siehe: Am Tierpark 39, 41, Schloss Friedrichsfelde Baudenkmale siehe: Am Tierpark 39, 41, Alfred-Brehm-Haus, Cafeteria, Imbiss im Kindertierpark, Unterstell- und Vogelhalle, Pavillon auf dem Lennéhügel Gartendenkmale siehe: Am Tierpark 39,41, ehem. Schlosspark Friedrichsfelde, Kindertierpark | 09040168 – Ziegenbock, 1928 von Renée Sintenis | |
| 09040164 | Am Tierpark 9, 41                                                    | Tierpark Berlin-Friedrichsfelde Gesamtanlage siehe: Am Tierpark 39, 41, Schloss Friedrichsfelde Baudenkmale siehe: Am Tierpark 39, 41, Alfred-Brehm-Haus, Cafeteria, Imbiss im Kindertierpark, Unterstell- und Vogelhalle, Pavillon auf dem Lennéhügel Gartendenkmale siehe: Am Tierpark 39,41, ehem. Schlosspark Friedrichsfelde, Kindertierpark | 09040169 – Eva, 1933 von Fritz Klimsch | |
| 09040164 | Am Tierpark 9, 41                                                    | Tierpark Berlin-Friedrichsfelde Gesamtanlage siehe: Am Tierpark 39, 41, Schloss Friedrichsfelde Baudenkmale siehe: Am Tierpark 39, 41, Alfred-Brehm-Haus, Cafeteria, Imbiss im Kindertierpark, Unterstell- und Vogelhalle, Pavillon auf dem Lennéhügel Gartendenkmale siehe: Am Tierpark 39,41, ehem. Schlosspark Friedrichsfelde, Kindertierpark | 09040171 – Bison, 1961 von Dietrich Rohde Die überlebensgroße, stilisierte Bronze-Skulptur eines Bisonstiers steht vor dem Parkgelände an der Straße Am Tierpark. | |
| 09040164 | Am Tierpark 9, 41                                                    | Tierpark Berlin-Friedrichsfelde Gesamtanlage siehe: Am Tierpark 39, 41, Schloss Friedrichsfelde Baudenkmale siehe: Am Tierpark 39, 41, Alfred-Brehm-Haus, Cafeteria, Imbiss im Kindertierpark, Unterstell- und Vogelhalle, Pavillon auf dem Lennéhügel Gartendenkmale siehe: Am Tierpark 39,41, ehem. Schlosspark Friedrichsfelde, Kindertierpark | 09080641 – Promenadenweg mit Skulpturenschmuck, Aufenthaltsbereichen und Grünflächen, 1954–1962 vom Entwurfskollektiv Editha Bendig mit Oskar Köster | |
| 09040164 | Am Tierpark 9, 41                                                    | Tierpark Berlin-Friedrichsfelde Gesamtanlage siehe: Am Tierpark 39, 41, Schloss Friedrichsfelde Baudenkmale siehe: Am Tierpark 39, 41, Alfred-Brehm-Haus, Cafeteria, Imbiss im Kindertierpark, Unterstell- und Vogelhalle, Pavillon auf dem Lennéhügel Gartendenkmale siehe: Am Tierpark 39,41, ehem. Schlosspark Friedrichsfelde, Kindertierpark | 09080642 – Kronenhirsch, 1937 von Johannes Darsow | |
| 09040164 | Am Tierpark 9, 41                                                    | Tierpark Berlin-Friedrichsfelde Gesamtanlage siehe: Am Tierpark 39, 41, Schloss Friedrichsfelde Baudenkmale siehe: Am Tierpark 39, 41, Alfred-Brehm-Haus, Cafeteria, Imbiss im Kindertierpark, Unterstell- und Vogelhalle, Pavillon auf dem Lennéhügel Gartendenkmale siehe: Am Tierpark 39,41, ehem. Schlosspark Friedrichsfelde, Kindertierpark | 09080643 – Dschelada-Affe, 1926 von Max Esser | |
| 09040164 | Am Tierpark 9, 41                                                    | Tierpark Berlin-Friedrichsfelde Gesamtanlage siehe: Am Tierpark 39, 41, Schloss Friedrichsfelde Baudenkmale siehe: Am Tierpark 39, 41, Alfred-Brehm-Haus, Cafeteria, Imbiss im Kindertierpark, Unterstell- und Vogelhalle, Pavillon auf dem Lennéhügel Gartendenkmale siehe: Am Tierpark 39,41, ehem. Schlosspark Friedrichsfelde, Kindertierpark | 09080644 – Auskeilendes Eselfohlen, 1936 von Hans Steffen | |
| 09040164 | Am Tierpark 9, 41                                                    | Tierpark Berlin-Friedrichsfelde Gesamtanlage siehe: Am Tierpark 39, 41, Schloss Friedrichsfelde Baudenkmale siehe: Am Tierpark 39, 41, Alfred-Brehm-Haus, Cafeteria, Imbiss im Kindertierpark, Unterstell- und Vogelhalle, Pavillon auf dem Lennéhügel Gartendenkmale siehe: Am Tierpark 39,41, ehem. Schlosspark Friedrichsfelde, Kindertierpark | 09080645 – Peter Joseph Lenné, 1964 von Senta Baldamus | |
| 09040164 | Am Tierpark 9, 41                                                    | Tierpark Berlin-Friedrichsfelde Gesamtanlage siehe: Am Tierpark 39, 41, Schloss Friedrichsfelde Baudenkmale siehe: Am Tierpark 39, 41, Alfred-Brehm-Haus, Cafeteria, Imbiss im Kindertierpark, Unterstell- und Vogelhalle, Pavillon auf dem Lennéhügel Gartendenkmale siehe: Am Tierpark 39,41, ehem. Schlosspark Friedrichsfelde, Kindertierpark | 09080646 – Fohlengruppe, 1956 von Heinrich Drake | |
| 09040164 | Am Tierpark 9, 41                                                    | Tierpark Berlin-Friedrichsfelde Gesamtanlage siehe: Am Tierpark 39, 41, Schloss Friedrichsfelde Baudenkmale siehe: Am Tierpark 39, 41, Alfred-Brehm-Haus, Cafeteria, Imbiss im Kindertierpark, Unterstell- und Vogelhalle, Pavillon auf dem Lennéhügel Gartendenkmale siehe: Am Tierpark 39,41, ehem. Schlosspark Friedrichsfelde, Kindertierpark | 09080647 – Hochlandstier, 1956 von Heinrich Drake | |
| 09040164 | Am Tierpark 9, 41                                                    | Tierpark Berlin-Friedrichsfelde Gesamtanlage siehe: Am Tierpark 39, 41, Schloss Friedrichsfelde Baudenkmale siehe: Am Tierpark 39, 41, Alfred-Brehm-Haus, Cafeteria, Imbiss im Kindertierpark, Unterstell- und Vogelhalle, Pavillon auf dem Lennéhügel Gartendenkmale siehe: Am Tierpark 39,41, ehem. Schlosspark Friedrichsfelde, Kindertierpark | 09080648 – Hockender Bär, ca. 1958 von Gerhard Liebhold nach einem Modell von Heidi Geidel | |
| 09040164 | Am Tierpark 9, 41                                                    | Tierpark Berlin-Friedrichsfelde Gesamtanlage siehe: Am Tierpark 39, 41, Schloss Friedrichsfelde Baudenkmale siehe: Am Tierpark 39, 41, Alfred-Brehm-Haus, Cafeteria, Imbiss im Kindertierpark, Unterstell- und Vogelhalle, Pavillon auf dem Lennéhügel Gartendenkmale siehe: Am Tierpark 39,41, ehem. Schlosspark Friedrichsfelde, Kindertierpark | 09080649 – Fuchs, 1966 von Stephan Horota | |
| 09040164 | Am Tierpark 9, 41                                                    | Tierpark Berlin-Friedrichsfelde Gesamtanlage siehe: Am Tierpark 39, 41, Schloss Friedrichsfelde Baudenkmale siehe: Am Tierpark 39, 41, Alfred-Brehm-Haus, Cafeteria, Imbiss im Kindertierpark, Unterstell- und Vogelhalle, Pavillon auf dem Lennéhügel Gartendenkmale siehe: Am Tierpark 39,41, ehem. Schlosspark Friedrichsfelde, Kindertierpark | 09080650 – Steinbock, von Vladimir Kostoval | |
| 09040164 | Am Tierpark 9, 41                                                    | Tierpark Berlin-Friedrichsfelde Gesamtanlage siehe: Am Tierpark 39, 41, Schloss Friedrichsfelde Baudenkmale siehe: Am Tierpark 39, 41, Alfred-Brehm-Haus, Cafeteria, Imbiss im Kindertierpark, Unterstell- und Vogelhalle, Pavillon auf dem Lennéhügel Gartendenkmale siehe: Am Tierpark 39,41, ehem. Schlosspark Friedrichsfelde, Kindertierpark | 09080651 – Mantelpavian, 1967 von Ernst Curt Lenk | |
| 09040164 | Am Tierpark 9, 41                                                    | Tierpark Berlin-Friedrichsfelde Gesamtanlage siehe: Am Tierpark 39, 41, Schloss Friedrichsfelde Baudenkmale siehe: Am Tierpark 39, 41, Alfred-Brehm-Haus, Cafeteria, Imbiss im Kindertierpark, Unterstell- und Vogelhalle, Pavillon auf dem Lennéhügel Gartendenkmale siehe: Am Tierpark 39,41, ehem. Schlosspark Friedrichsfelde, Kindertierpark | 09080652 – Orang-Utan-Familie, 1967 von Walter Lerche nach Modell von Wassilij Alexejewitsch Watagin | |
| 09040164 | Am Tierpark 9, 41                                                    | Tierpark Berlin-Friedrichsfelde Gesamtanlage siehe: Am Tierpark 39, 41, Schloss Friedrichsfelde Baudenkmale siehe: Am Tierpark 39, 41, Alfred-Brehm-Haus, Cafeteria, Imbiss im Kindertierpark, Unterstell- und Vogelhalle, Pavillon auf dem Lennéhügel Gartendenkmale siehe: Am Tierpark 39,41, ehem. Schlosspark Friedrichsfelde, Kindertierpark | 09080653 – Pinguine, von Walter Lerche | |
| 09040164 | Am Tierpark 9, 41                                                    | Tierpark Berlin-Friedrichsfelde Gesamtanlage siehe: Am Tierpark 39, 41, Schloss Friedrichsfelde Baudenkmale siehe: Am Tierpark 39, 41, Alfred-Brehm-Haus, Cafeteria, Imbiss im Kindertierpark, Unterstell- und Vogelhalle, Pavillon auf dem Lennéhügel Gartendenkmale siehe: Am Tierpark 39,41, ehem. Schlosspark Friedrichsfelde, Kindertierpark | 09080654 – Moschusochsenherde, 1961 von Wilhelm Löber | |
| 09040164 | Am Tierpark 9, 41                                                    | Tierpark Berlin-Friedrichsfelde Gesamtanlage siehe: Am Tierpark 39, 41, Schloss Friedrichsfelde Baudenkmale siehe: Am Tierpark 39, 41, Alfred-Brehm-Haus, Cafeteria, Imbiss im Kindertierpark, Unterstell- und Vogelhalle, Pavillon auf dem Lennéhügel Gartendenkmale siehe: Am Tierpark 39,41, ehem. Schlosspark Friedrichsfelde, Kindertierpark | 09080655 – Riesenhirsch, 1961 von Erich Oehme | |
| 09040164 | Am Tierpark 9, 41                                                    | Tierpark Berlin-Friedrichsfelde Gesamtanlage siehe: Am Tierpark 39, 41, Schloss Friedrichsfelde Baudenkmale siehe: Am Tierpark 39, 41, Alfred-Brehm-Haus, Cafeteria, Imbiss im Kindertierpark, Unterstell- und Vogelhalle, Pavillon auf dem Lennéhügel Gartendenkmale siehe: Am Tierpark 39,41, ehem. Schlosspark Friedrichsfelde, Kindertierpark | 09080656 – Säbelzahnkatze, 1964 von Erich Oehme | |
| 09040164 | Am Tierpark 9, 41                                                    | Tierpark Berlin-Friedrichsfelde Gesamtanlage siehe: Am Tierpark 39, 41, Schloss Friedrichsfelde Baudenkmale siehe: Am Tierpark 39, 41, Alfred-Brehm-Haus, Cafeteria, Imbiss im Kindertierpark, Unterstell- und Vogelhalle, Pavillon auf dem Lennéhügel Gartendenkmale siehe: Am Tierpark 39,41, ehem. Schlosspark Friedrichsfelde, Kindertierpark | 09080657 – Elefant, ca. 1967 von Werner Richter | |
| 09040164 | Am Tierpark 9, 41                                                    | Tierpark Berlin-Friedrichsfelde Gesamtanlage siehe: Am Tierpark 39, 41, Schloss Friedrichsfelde Baudenkmale siehe: Am Tierpark 39, 41, Alfred-Brehm-Haus, Cafeteria, Imbiss im Kindertierpark, Unterstell- und Vogelhalle, Pavillon auf dem Lennéhügel Gartendenkmale siehe: Am Tierpark 39,41, ehem. Schlosspark Friedrichsfelde, Kindertierpark | 09080658 – Stehender Bär, 1966 von Gerhard Thieme | |
| 09040164 | Am Tierpark 9, 41                                                    | Tierpark Berlin-Friedrichsfelde Gesamtanlage siehe: Am Tierpark 39, 41, Schloss Friedrichsfelde Baudenkmale siehe: Am Tierpark 39, 41, Alfred-Brehm-Haus, Cafeteria, Imbiss im Kindertierpark, Unterstell- und Vogelhalle, Pavillon auf dem Lennéhügel Gartendenkmale siehe: Am Tierpark 39,41, ehem. Schlosspark Friedrichsfelde, Kindertierpark | 09080659 – Sechs liegende Elefanten, unbekannter Künstler, Kopien 1972 von Béla Kajdi | |
| 09040164 | Am Tierpark 9, 41                                                    | Tierpark Berlin-Friedrichsfelde Gesamtanlage siehe: Am Tierpark 39, 41, Schloss Friedrichsfelde Baudenkmale siehe: Am Tierpark 39, 41, Alfred-Brehm-Haus, Cafeteria, Imbiss im Kindertierpark, Unterstell- und Vogelhalle, Pavillon auf dem Lennéhügel Gartendenkmale siehe: Am Tierpark 39,41, ehem. Schlosspark Friedrichsfelde, Kindertierpark | Ehemaliger Bestandteil des Ensembles: | |
| 09040164 | Am Tierpark 9, 41                                                    | Tierpark Berlin-Friedrichsfelde Gesamtanlage siehe: Am Tierpark 39, 41, Schloss Friedrichsfelde Baudenkmale siehe: Am Tierpark 39, 41, Alfred-Brehm-Haus, Cafeteria, Imbiss im Kindertierpark, Unterstell- und Vogelhalle, Pavillon auf dem Lennéhügel Gartendenkmale siehe: Am Tierpark 39,41, ehem. Schlosspark Friedrichsfelde, Kindertierpark | 09040170 – Schreitender Tiger, 1936 von Philipp Harth | |

## Denkmalbereiche (Gesamtanlagen)
| Nr.      | Lage | Offizielle Bezeichnung                                                         | Beschreibung | Bild |
| -------- | --- | ------------------------------------------------------------------------------ | --- | ---- |
| 09040162 | Am Tierpark 39, 41 Tierparkgelände (Lage)                                                                                                  | Schloss Friedrichsfelde Bestandteil des Ensembles: Tierpark Berlin             | 1695 von Johann Arnold Nering, Umbau 1719 von Martin Heinrich Böhme (siehe auch Gartendenkmal Am Tierpark 39, 41) |      |
| 09040162 | Am Tierpark 39, 41 Tierparkgelände (Lage)                                                                                                  | Schloss Friedrichsfelde Bestandteil des Ensembles: Tierpark Berlin             | Ehemaliges Küchengebäude                                                                                          |      |
| 09040162 | Am Tierpark 39, 41 Tierparkgelände (Lage)                                                                                                  | Schloss Friedrichsfelde Bestandteil des Ensembles: Tierpark Berlin             | Eingangstor zur Schlossanlage                                                                                     |      |
| 09040193 | Archenholdstraße 56–86 Bietzkestraße 6–12 Delbrückstraße 9–15 Marie-Curie-Allee 62–90 (Lage)                                               | Sonnenhof                                                                      | Wohnanlage, 1926–1927 von Erwin Anton Gutkind                                                                     |      |
| 09040193 | Archenholdstraße 56–86 Bietzkestraße 6–12 Delbrückstraße 9–15 Marie-Curie-Allee 62–90 (Lage)                                               | Sonnenhof                                                                      | Freiflächen des Wohnhofs und Vorgärten                                                                            |      |
| 09040195 | Friedenhorster Straße 5–8 Ontarioseestraße 2–14 Splanemannstraße 3–10, 11–17, 18–21 (Lage)                                                 | Wohnhausgruppe mit Vorgärten                                                   | Großplattenbauweise, 1926–1927 von Wilhelm Primke                                                                 |      |
| 09040195 | Friedenhorster Straße 5–8 Ontarioseestraße 2–14 Splanemannstraße 3–10, 11–17, 18–21 (Lage)                                                 | Wohnhausgruppe mit Vorgärten                                                   | Vorgärten |      |
| 09040196 | Kraetkestraße 2–41 Ribbecker Straße 26–28, 34–68 Rummelsburger Straße 22–38 Zachertstraße 49–63, 52, 56–62 (Lage)                          | Erlenhof, Pappelhof und Ulmenhof: Wohnanlagen mit Vorgärten, Straßen und Wegen | 1929–1931 von Jacobus Goettel (siehe auch Gartendenkmal Kraetkestraße 3–41)                                       |      |
| 09040196 | Kraetkestraße 2–41 Ribbecker Straße 26–28, 34–68 Rummelsburger Straße 22–38 Zachertstraße 49–63, 52, 56–62 (Lage)                          | Erlenhof, Pappelhof und Ulmenhof: Wohnanlagen mit Vorgärten, Straßen und Wegen | Vorgärten, Straßen und Wege                                                                                       |      |
| 09040197 | Lincolnstraße 3–7, 9–18, 20–36, 42–64 Bietzkestraße 19–29 Eggersdorfer Straße 23–43 Einbecker Straße 56, 60 Zachertstraße 19, 20–28 (Lage) | Wohnanlage                                                                     | 1926–1927 von Mebes & Emmerich, Teilwiederaufbau 1951                                                             |      |
| 09040197 | Lincolnstraße 3–7, 9–18, 20–36, 42–64 Bietzkestraße 19–29 Eggersdorfer Straße 23–43 Einbecker Straße 56, 60 Zachertstraße 19, 20–28 (Lage) | Wohnanlage                                                                     | Vorgärten und Kastanienallee                                                                                      |      |
| 09040187 | Marzahner Chaussee 20 (Lage) | Friedhof der Gemeinde Friedrichsfelde                                          | Friedhofskapelle, 1781                                                                                            |      |
| 09040187 | Marzahner Chaussee 20 (Lage) | Friedhof der Gemeinde Friedrichsfelde                                          | Erbbegräbnisse |      |
| 09020101 | U-Bahnhof Tierpark Am Tierpark (Lage) | U-Bahnhof Tierpark                                                             | 1969–1973 von Werner Laux (Künstlerische Gesamtleitung), Jürgen Feuerböther, Kurt Besser                          |      |
| 09020101 | U-Bahnhof Tierpark Am Tierpark (Lage) | U-Bahnhof Tierpark                                                             | Zugang zur U-Bahn                                                                                                 |      |

## Baudenkmale
| Nr.      | Lage                                      | Offizielle Bezeichnung                                                               | Beschreibung | Bild |
| -------- | ----------------------------------------- | ------------------------------------------------------------------------------------ | --- | ---- |
| 09040151 | Alfred-Kowalke-Straße 16 (Lage)           | Wohnhaus Bestandteil des Ensembles: Dorfanger Friedrichsfelde                        | um 1880 |      |
| 09040153 | Alfred-Kowalke-Straße 34 (Lage)           | ehemaliges Inspektorhaus Bestandteil des Ensembles: Dorfanger Friedrichsfelde        | um 1835 |      |
| 09040156 | Alfred-Kowalke-Straße 39 (Lage)           | Wohnhaus Bestandteil des Ensembles: Dorfanger Friedrichsfelde                        | um 1880 |      |
| 09040206 | Am Tierpark 39, 41 Tierparkgelände (Lage) | Alfred-Brehm-Haus Bestandteil des Ensembles: Tierpark Berlin                         | 1956–1963 vom Entwurfskollektiv Heinz Graffunder                                                                |      |
| 09040206 | Am Tierpark 39, 41 Tierparkgelände (Lage) | Alfred-Brehm-Haus Bestandteil des Ensembles: Tierpark Berlin                         | Freigehege und Freiflächengestaltungen                                                                          |      |
| 09040204 | Am Tierpark 39, 41 Tierparkgelände (Lage) | Cafeteria an den Lamawiesen Bestandteil des Ensembles: Tierpark Berlin               | Imbiss, 1957–1963 vom Entwurfskollektiv Heinz Graffunder                                                        |      |
| 09040204 | Am Tierpark 39, 41 Tierparkgelände (Lage) | Cafeteria an den Lamawiesen Bestandteil des Ensembles: Tierpark Berlin               | Skulpturenschmuck                                                                                               |      |
| 09040204 | Am Tierpark 39, 41 Tierparkgelände (Lage) | Cafeteria an den Lamawiesen Bestandteil des Ensembles: Tierpark Berlin               | Freiflächengestaltung                                                                                           |      |
| 09040202 | Am Tierpark 39, 41 Tierparkgelände (Lage) | Erbbegräbnis Familie von Treskow                                                     | |      |
| 09040205 | Am Tierpark 39, 41 Tierparkgelände (Lage) | Gedenkstätte „Lager Wuhlheide“                                                       | um 1980 |      |
| 09040201 | Am Tierpark 39, 41 Tierparkgelände (Lage) | Imbiss, Pergola und Eispavillon im Kindertierpark                                    | 1956–1957 vom Entwurfskollektiv Heinz Graffunder (siehe auch Gartendenkmal Am Tierpark 39, 41, Kindertierpark)  |      |
| 09040203 | Am Tierpark 39, 41 Tierparkgelände (Lage) | Pavillon auf dem Lennéhügel Bestandteil des Ensembles: Tierpark Berlin               | um 1960 vom Entwurfskollektiv Heinz Graffunder (siehe auch Gartendenkmal Am Tierpark 39, 41, ehem. Schlosspark) |      |
| 09080660 | Am Tierpark 39, 41 Tierparkgelände (Lage) | Unterstell- und Vogelhalle mit gestalteter Grünfläche                                | 1954–1956 vom Entwurfskollektiv Heinz Graffunder mit Lothar Köhler                                              |      |
| 09040213 | Ontarioseestraße 17 (Lage)                | Hallenkomplex des ehemaligen Wasserwerkes Triftweg II / Friedrichsfelde, Sewanstraße | 1912 |      |
| 09040214 | Rummelsburger Straße 3 (Lage)             | Turnhalle                                                                            | 1893 |      |
| 09040217 | Rummelsburger Straße 71–73 (Lage)         | Grabmal Adolph Schlicht auf dem Städtischen Friedhof                                 | um 1910 |      |
| 09020101 | U-Bahnhof Tierpark Am Tierpark (Lage)     | U-Bahnhof Tierpark                                                                   | 1969–1973 von Werner Laux (Künstlerische Gesamtleitung), Jürgen Feuerböther, Kurt Besser                        |      |

## Gartendenkmale
| Nr.      | Lage                                                                                            | Offizielle Bezeichnung                                                            | Beschreibung | Bild |
| -------- | ----------------------------------------------------------------------------------------------- | --------------------------------------------------------------------------------- | --- | ---- |
| 09045897 | Am Tierpark (Lage)                                                                              | ehemaliger Schlosspark Friedrichsfelde Bestandteil des Ensembles: Tierpark Berlin | Nordparterre, erste Lustgartenanlage 1695 von Johann Arnold Nering, spätere Veränderungen; Bestandsplan 1767 von Christoph Friedrich Reichnow, Wiederherstellung 1986–87                                                          |      |
| 09045897 | Am Tierpark (Lage)                                                                              | ehemaliger Schlosspark Friedrichsfelde Bestandteil des Ensembles: Tierpark Berlin | Südparterre: Reste des Landschaftsgartens mit Achsen- und Kanalsystem, ab 1822 von Peter Joseph Lenné, Wiederherstellung ab 1955 von Editha Bendig (siehe auch Gesamtanlage Am Tierpark 39, 41 und Baudenkmal Am Tierpark 39, 41) |      |
| 09046614 | Am Tierpark 39, 41 Tierparkgelände (Lage)                                                       | Tierparkgelände Bestandteil des Ensembles: Tierpark Berlin                        | Tierpark, 1954–1959 von VEB Berlin-Projekt, Entwurfskollektiv Heinz Graffunder mit Lothar Köhler und Entwurfskollektiv Editha Bendig mit Oskar Köster (siehe auch Baudenkmal Am Tierpark 39, 41)                                  |      |
| 09046614 | Am Tierpark 39, 41 Tierparkgelände (Lage)                                                       | Tierparkgelände Bestandteil des Ensembles: Tierpark Berlin                        | Kindertierpark des Tierparks Berlin-Friedrichsfelde |      |
| 09045900 | Kraetkestraße 3–41 Ribbecker Straße 34–68 Rummelsburger Straße 22–30 Zachertstraße 56–62 (Lage) | Freiflächen der Wohnanlage Ulmenhof                                               | um 1930 (siehe auch Gesamtanlage Kraetkestraße 2–41) |      |

## Ehemalige Denkmale
| Nr.                 | Lage                           | Offizielle Bezeichnung | Beschreibung | Bild                        |
| ------------------- | ------------------------------ | ---------------------- | --- | --------------------------- |
| 09040208 (gelöscht) | Einbecker Straße 45 (Lage)     | Mietshaus              | um 1880; Abriss zwischen 2006 und 2008 | Bild gesucht BW             |
| 09040176 (gelöscht) | Einbecker Straße 74, 78 (Lage) | Mietshäuser            | Bestandteile des Ensembles: | Bestandteile des Ensembles: |
| 09040176 (gelöscht) | Einbecker Straße 74, 78 (Lage) | Mietshäuser            | 09040177 (gelöscht) – Einbecker Straße 74, Mietshaus (Kutscherhaus), um 1880; Abriss 2015 Das Gebäude wurde an einen Privatmann veräußert, der sich in einem städtebaulichen Vertrag zwar zur Sanierung des Baudenkmals verpflichtet hatte, dies jedoch nicht einhielt. Im Jahr 2013 wurde deshalb ein Antrag zum Abriss und zur Neubebauung an das Bezirksamt Lichtenberg gestellt. Die Abrissgenehmigung wurde davon abhängig gemacht, dass sich ein Neubau an der Grundfläche und Höhe der Kutscherhäuser orientiert. |                             |
| 09040176 (gelöscht) | Einbecker Straße 74, 78 (Lage) | Mietshäuser            | 09040178 (gelöscht) – Einbecker Straße 78, Mietshaus (Kutscherhaus), um 1880; Abriss 2015 Siehe oben |                             |